# Ronde van Lombardije 1978
De Ronde van Lombardije 1978 was de 72e editie van deze eendaagse Italiaanse wielerwedstrijd, en werd verreden op zaterdag 7 oktober 1978. Het parcours leidde van Milaan naar Como en ging over een afstand van 266 kilometer. 
De Italiaan Francesco Moser won de sprint, waardoor hij ook de eindzege greep in de Super Prestige Pernod

## Uitslag
| Ronde van Lombardije 1978 |                          |                            |          |
| Plaats                    | Naam                     | Ploeg                      | Tijd     |
| Winnaar                   | Francesco Moser          | Sanson                     | 6u48'00" |
| 2                         | Bernt Johansson          | Fiorella-Mocassini-Citroën | z.t.     |
| 3                         | Bernard Hinault          | Renault                    | z.t.     |
| 4                         | Wladimiro Panizza        | Vibor                      | z.t.     |
| 5                         | Alfio Vandi              | Magniflex-Torpado          | z.t.     |
| 6                         | Gianbattista Baronchelli | Scic                       | z.t.     |
| 7                         | Joop Zoetemelk           | Miko-Mercier               | z.t.     |
| 8                         | Roberto Ceruti           | Mecap-Selle Italia         | z.t.     |
| 9                         | Johan De Muynck          | Bianchi-Faema              | + 0' 08" |
| 10                        | Michel Pollentier        | Flandria-Velda             | + 3' 10" |

1905 · 1906 · 1907 · 1908 · 1909 · 1910 · 1911 · 1912 · 1913 · 1914 · 1915 · 1916 · 1917 · 1918 · 1919 · 1920 · 1921 · 1922 · 1923 · 1924 · 1925 · 1926 · 1927 · 1928 · 1929 · 1930 · 1931 · 1932 · 1933 · 1934 · 1935 · 1936 · 1937 · 1938 · 1939 · 1940 · 1941 · 1942 · 1943 · 1944 · 1945 · 1946 · 1947 · 1948 · 1949 · 1950 · 1951 · 1952 · 1953 · 1954 · 1955 · 1956 · 1957 · 1958 · 1959 · 1960 · 1961 · 1962 · 1963 · 1964 · 1965 · 1966 · 1967 · 1968 · 1969 · 1970 · 1971 · 1972 · 1973 · 1974 · 1975 · 1976 · 1977 · 1978 · 1979 · 1980 · 1981 · 1982 · 1983 · 1984 · 1985 · 1986 · 1987 · 1988 · 1989 · 1990 · 1991 · 1992 · 1993 · 1994 · 1995 · 1996 · 1997 · 1998 · 1999 · 2000 · 2001 · 2002 · 2003 · 2004 · 2005 · 2006 · 2007 · 2008 · 2009 · 2010 · 2011 · 2012 · 2013 · 2014 · 2015 · 2016 · 2017 · 2018 · 2019 · 2020 · 2021 · 2022 · 2023 · 2024 · 2025